# 教育番組
教育番組（きょういくばんぐみ）とは、放送番組の種別の一つである。

## 定義
放送法第2条第28号に「学校教育又は社会教育のための放送の放送番組」と定義している。
なお、一般教養に関する放送番組も「教育番組」といわれることがあるが、放送法では「教養番組」を第2条第29号に「教育番組以外の放送番組であつて、国民の一般的教養の向上を直接の目的とするもの」（促音表記は原文ママ）と定義し、教育番組とは明確に区別している。
放送事業者が番組基準でより詳細に規定していることもあり、例えば日本放送協会(NHK)では、番組基準第2章第2項において「放送の対象を明確にし、番組の内容がその対象にとって、有益適切であるようにつとめる。」など3項目を規定

している。
さらに大体の教育番組は番組中に意味がそのまんまのわかりやすい歌を歌う。

## 概要
一般には学校教育又は社会教育（情操教育や生涯教育も含まれる。）の放送番組をいい、学習番組とも呼ばれる。
日本では、特に教育局（教育テレビ、教育ラジオ）というそれに特化された放送局（1985年（昭和60年）以降NHK教育テレビジョンとNHKラジオ第2放送、放送大学）がある。
また、基幹放送局の免許の際にいわゆる総合局の場合「教育番組を10%以上を確保する」ことが一つの条件

となっているため、民間放送局でも数は少ないながらも教育番組は制作され、子供向け番組がその中心になっているが、放送局によっては社会教育のための番組も放送されている。
教育番組として、最も成功したものといわれているのは、アメリカ合衆国のテレビ局が製作した『セサミストリート』である。これは、スラムなどに住む黒人やプエルトリカンの子供たちが小学校に就学後、いきなり白人の子弟に後れを取って、早くから社会の敗残者にならないよう、家で一人でテレビを見ながらでもアルファベットや数の学習が出来るように彼らの生活の舞台であるスラムの通りをそのままの舞台にしながら、彼らの好むラップ音楽に乗せ、CMの画面のようにすばやい画面転換で、学習内容を楽しく見せることを目的として製作されたものである。良質のテレビ番組に与えられるエミー賞を受賞している。これが日本でもNHKにて放送開始された事により、その影響で日本の子供向け教育番組もかなりそのスタイルを変えたといわれる。これを国内で模倣したものに『ひらけ!ポンキッキ』（フジテレビ系）などがある。『天才てれびくん』（NHK教育テレビジョン）もこの延長線上のものと理解できるかもしれない。過去には『ママとあそぼう!ピンポンパン』（フジテレビ系）『ロンパールーム』『カリキュラマシーン』（共に日本テレビ系）などがあった。
『セサミストリート』と並んでもう少し高学年の児童向け番組としては、CS放送「ディスカバリーチャンネル」の『ディスカバリーキッズ』がある。こちらは、地理、歴史、自然科学などをテーマにし、小学校高学年から中学生辺りをターゲットにしたもので、日本では衛星放送（スカパー!、スカパー!e2）、ケーブルテレビなどで視聴することが出来る。

## 放送法上の取扱い
教育番組に関し国内向けの基幹放送を行う基幹放送事業者に対し以下のような取扱いを求めている。なお、CS放送やエリア放送は一般放送であるため、この規定は適用されない。

### 放送時間の確保
第106条第1項（促音表記は原文ママ）
基幹放送事業者は、テレビジョン放送による国内基幹放送及び内外基幹放送（内外放送である基幹放送をいう。）（以下「国内基幹放送等」という。）の放送番組の編集に当たつては、特別な事業計画によるものを除くほか、教養番組又は教育番組並びに報道番組及び娯楽番組を設け、放送番組の相互の間の調和を保つようにしなければならない。
テレビ放送に関しては、一般に報道番組・教養番組・娯楽番組と共に必ず教育番組を放送するための時間帯を設けることが求められている。

### カリキュラムの公表・準拠
第106条第2項（促音表記は原文ママ）
基幹放送事業者は、国内基幹放送等の教育番組の編集及び放送に当たつては、その放送の対象とする者が明確で、内容がその者に有益適切であり、組織的かつ継続的であるようにするとともに、その放送の計画及び内容をあらかじめ公衆が知ることができるようにしなければならない。この場合において、当該番組が学校向けのものであるときは、その内容が学校教育に関する法令の定める教育課程の基準に準拠するようにしなければならない。
教育番組を放送する場合は、上記の条文によりその放送計画及びカリキュラムが事前に公表されなければならない。また特に学校放送に関しては、その内容が学習指導要領など文部科学省の示す方針に従うことが求められる。

### 広告放送の制限
第109条
基幹放送事業者は、学校向けの教育番組の放送を行う場合には、その放送番組に学校教育の妨げになると認められる広告を含めてはならない。
民間基幹放送事業者が放送する学校放送用の番組については、番組中に放送することのできるコマーシャル等の内容が制限され、教育の妨げになると認められる内容は放送できない。

## ジャンル
- 子供番組
  - 乳幼児（0 - 2歳児）向け
    - いないいないばあっ!
    - シナぷしゅ

  - 2 - 4歳児向け
    - おかあさんといっしょ

  - 3 - 6歳児向け
    - おとうさんといっしょ

  - 3 - 7歳児向け
    - ミミクリーズ

  - 4 - 6歳児向け
    - みいつけた!

  - 幼児向け
    - みんなDEどーもくん!（どーもくん劇場内）
    - ワンワンパッコロ!キャラともワールド
    - ひらけ!ポンキッキ
    - ピタゴラスイッチ
    - セサミストリート
    - ママとあそぼう!ピンポンパン
    - ロンパールーム
    - カリキュラマシーン

  - 幼児 - 小学校低学年向け
    - とびだせ!ぐーちょきぱーてぃー
    - えいごであそぼシリーズ
    - がんこちゃんシリーズ

  - 子供向けアニメ（教育アニメ）
    - それいけ!アンパンマン
    - しまじろうシリーズ※教養の時間枠もある。
    - はなかっぱシリーズ
    - おかあさんといっしょのコーナーアニメ
    - ミニアニメ
    - パッコロリン
- 小学生向け
  - 小学校低学年向け
    - えいごでがんこちゃん
    - 銀河銭湯パンタくん
    - で〜きた
- 小中学生向け
  - 学校放送
  - スクる！
- 高校生向け
  - 通信講座
    - NHK高校講座

  - 大学受験
  - 語学講座
    - 各国語学講座
- 大学生・成人向け
  - 通信講座
    - 放送大学
    - 慶應義塾の時間

  - 語学講座
  - 社会教育番組
- 推理探偵番組
  - 健太君の探偵
- クイズ形式教育番組
  - さくらんぼ教室
  - 平成教育委員会
  - 世界一受けたい授業